# Хаванген
Хаванген (нем. Hawangen) — община в Германии, в земле Бавария. 
Подчиняется административному округу Швабия. Входит в состав района Нижний Алльгой.  Население составляет 1248 человек (на 31 декабря 2010 года). Занимает площадь 14,50 км².